# Freie-Partie-Europameisterschaft 1966

Logo CEB (ausrichtender Verband)

Veranstaltungsort: Kairo

Die Freie-Partie-Europameisterschaft 1966 war das 13. Turnier in dieser Disziplin des Karambolagebillards und fand vom 7. bis zum 10. Februar 1966 in Kairo statt. Es war die erste Freie-Partie-Europameisterschaft in Ägypten.

## Geschichte
Der Ex-Profi Jean Marty nahm erstmals an einer Freie-Partie-Europameisterschaft teil und zeigte sein großes Können. Unbesiegt holte er den ersten Sieg mit Klasseleistungen in dieser Disziplin für Frankreich. Trotz guter Leistungen reichte es für den Titelverteidiger Henk Scholte diesmal nur zu Platz zwei. Der vierfache Europameister in der Freien Partie Joseph Vervest wurde Dritter. Der deutsche Meister Hartmut Burwig aus Berlin zeigte nach vier Niederlagen zum Auftakt mit drei folgenden Siegen eine solide Leistung.

## Modus
Gespielt wurde in einer Finalrunde „Jeder gegen Jeden“ bis 500 Punkte.
1. MP = Matchpunkte
2. GD = Generaldurchschnitt
3. HS = Höchstserie

## Abschlusstabelle

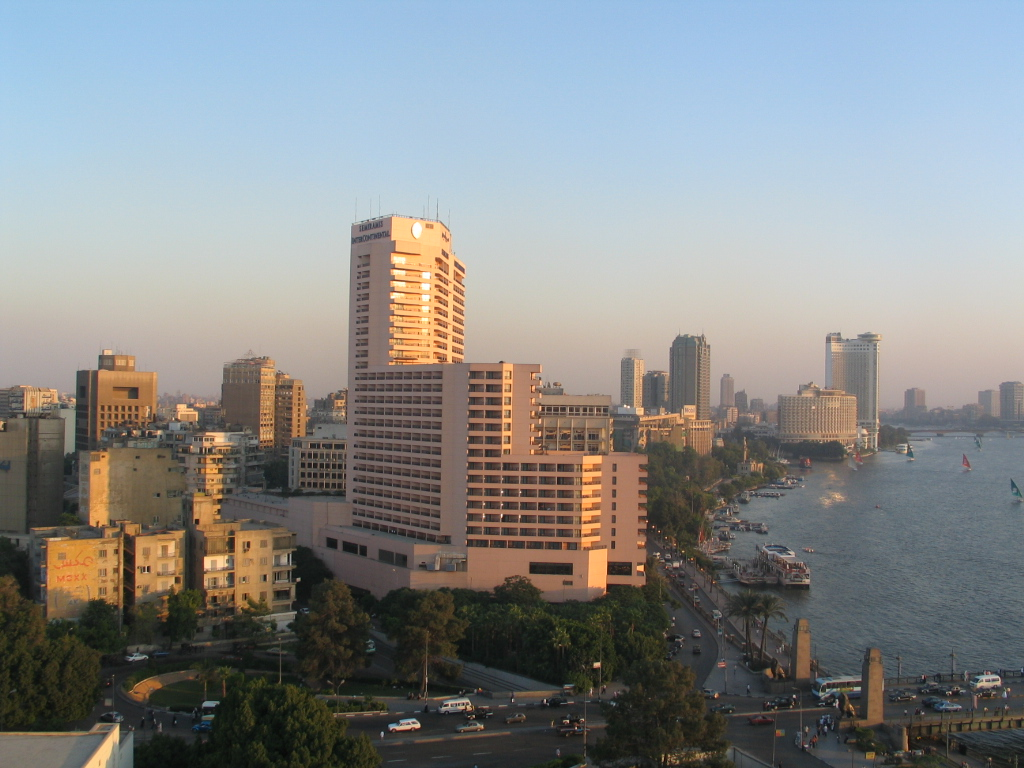
Hotel Semiramis (seit 2008:Semiramis InterContinental Hotel)

| MP    | Match Points (Sieger = 2; Unentschieden = 1; Verlierer = 0) |
| Pkte. | Erzielte Karambolagen                                       |
| Aufn. | Benötigte Versuche                                          |
| GD    | Generaldurchschnitt                                         |
| BED   | Bester Einzeldurchschnitt eines Spielers                    |
| HS    | Höchstserie                                                 |
|       | Bester GD des Turniers                                      |
|       | Bester ED des Turniers                                      |
|       | Beste HS des Turniers                                       |
|       | 1. Platz (Gold)                                             |
|       | 2. Platz (Silber)                                           |
|       | 3. Platz (Bronze)                                           |

| Platz                      | Name                 | MP   | Pkte | Aufn. | GD     | BED    | HS  |
| -------------------------- | -------------------- | ---- | ---- | ----- | ------ | ------ | --- |
| 1                          | Jean Marty           | 14:0 | 3500 | 18    | 194,44 | 500,00 | 500 |
| 2                          | Henk Scholte         | 12:2 | 3054 | 29    | 105,31 | 250,00 | 500 |
| 3                          | Joseph Vervest       | 8:6  | 2148 | 25    | 85,92  | 500,00 | 500 |
| 4                          | Ramon Aguilera       | 8:6  | 2068 | 45    | 45,95  | 71,42  | 441 |
| 5                          | Hartmut Burwig       | 6:8  | 1835 | 53    | 34,62  | 250,00 | 499 |
| 6                          | Heinrich Weingartner | 4:10 | 1337 | 29    | 46,10  | 500,00 | 500 |
| 7                          | Mustafa Diab         | 4:10 | 1336 | 56    | 23,85  | 71,42  | 373 |
| 8                          | Tawfik Adn el Salam  | 0:14 | 775  | 63    | 12,30  | –      | 165 |
| Turnierdurchschnitt: 50,48 |                      |      |      |       |        |        |     |